# Slinger (wapen)

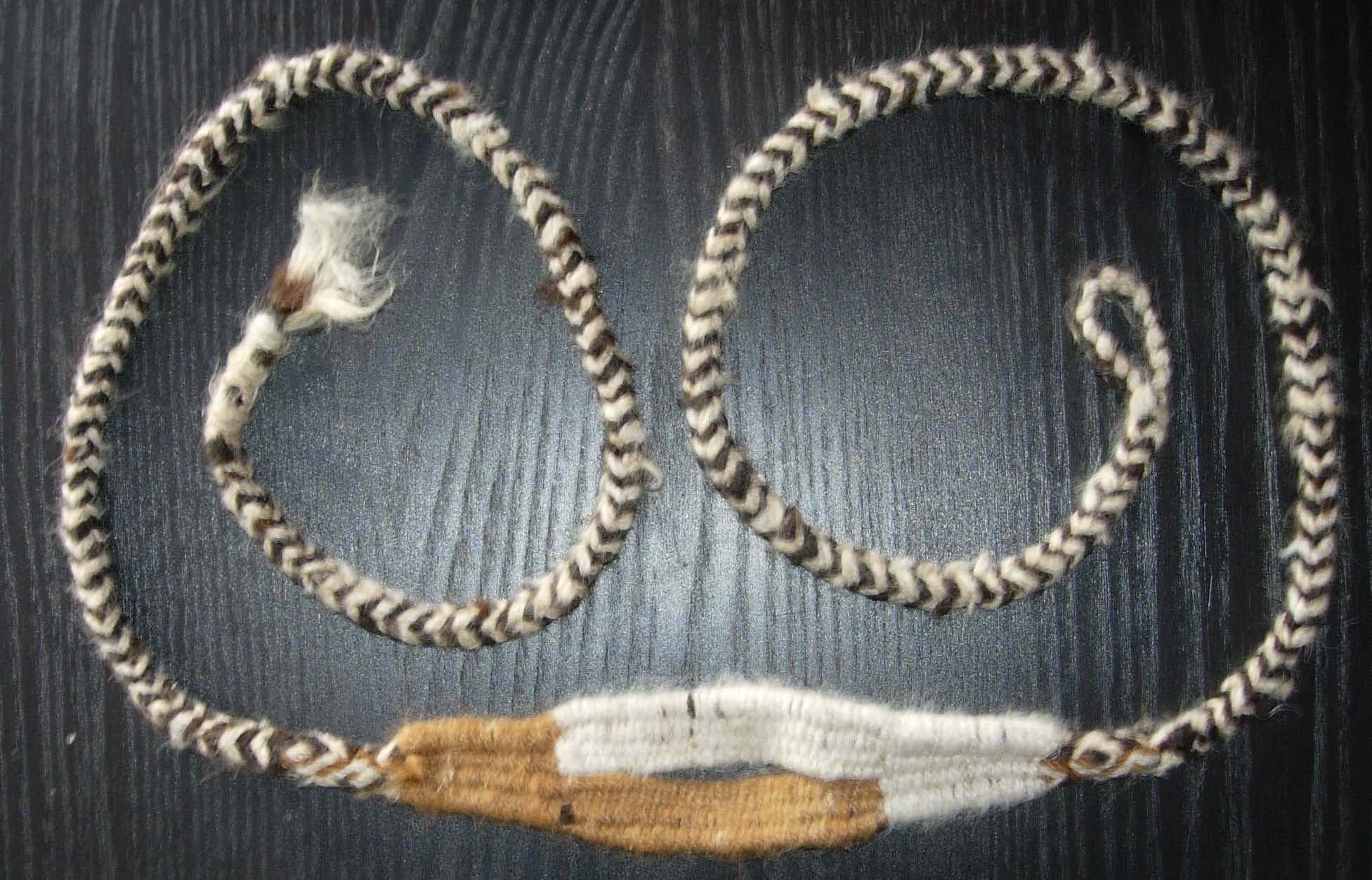
Een Zuid-Amerikaanse slinger gemaakt van alpacahaar

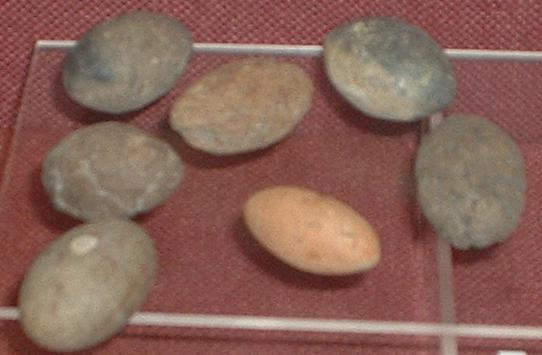
Oude slingerstenen

Een slinger is een wapen waarmee kleine stenen of slingerkogels naar een doelwit kunnen worden geworpen. Het bestaat uit een koord met in het midden een voorziening om een projectiel weg te werpen door met het koord te zwaaien terwijl men beide uiteinden vasthoudt en daarna het ene uiteinde los te laten. Het effect is als het gooien met een verlengde arm. 
De slinger bestaat al eeuwen. Op rotstekeningen is te zien hoe men met een forse slinger op jacht ging. Bij de Assyriërs bestonden er speciale divisies slingeraars. Grieken gebruikten bij voorkeur loden kogels. Bij de slag bij Marathon werden talloze kogels gebruikt, zoals uit vondsten is op te maken. Bij het Britse fort Maiden Hill uit de bronstijd zijn stapels met kiezels gevonden bij de toegangspoorten, blijkbaar bedoeld voor slingeraars.
De slinger was - en is - een geducht wapen, dat ook door de Romeinen als effectief en gevaarlijk werd beschouwd. De Nederlands-Belgische stam Eburoni versloeg de Romeinen ermee.
Het werd de overwonnen stammen verboden om de slinger te dragen. Zelf zetten de Romeinen de inheemse bevolking in als slingeraars in hun eigen leger. Met name het bereik is groot; het was net als de speer een langeafstandswapen. De slinger kan meer dan 400 meter halen.
Kennis over de effectiviteit van de slinger als wapen in de ijzertijd is vooral afkomstig uit de nodige verslagen van Romeinen (nog afgezien van de "verslagen Romeinen") die met respect en afschuw na een verloren strijd over de inheemse slingeraars schrijven. Tevens zijn er uit deze tijd bij opgravingen veel slingerkogels teruggevonden, ook Romeinse.
Toen de Romeinen bijvoorbeeld een keer plotseling werden aangevallen, maakten ze spontaan nieuwe kogels door hun duim in het zand te steken en daarna gesmolten lood erin te laten lopen.
Een flinke hoeveelheid loden duimen heeft destijds bij opgravingen de archeologen voor een groot raadsel gesteld.
Het was populair bij de Romeinen om diverse teksten op de kogel te zetten, zoals iemands naam of diverse kreten.
Belgische vindplaatsen van ceramische slingerkogels situeren zich vooral in de noordelijke helft van het land. Een belangrijke cluster is te vinden in de Dijlevallei. Op de meeste vindplaatsen werd slechts één of hooguit enkele exemplaren ingezameld.
Enkele Nederlandse vindplaatsen van gebakken lemen slingerkogels zijn: Weert, Oss, Houten.
De afmetingen van de kogels variëren sterk maar de meeste liggen tussen de 2,5 tot 4,5 cm.
Ze zijn meestal van gebakken leem, en wegen ongeveer 50 g per stuk.
Elk jaar in oktober worden er in Málaga (Spanje) wedstrijden gehouden in het slingeren. Op de Balearen (Ibiza, Mallorca, enz.) was het een traditie dat kinderen leerden slingeren. De Romeinse schrijver/historicus Strabo schreef over de Balearen: " …hun training om slingers te leren gebruiken vanaf hun jeugd was als volgt: ouders wilden zelfs geen brood aan hun kinderen geven totdat ze het eerst met de slingerkogel konden raken."